# Loket (hrad)
Loket (německy Elbogen) je hrad ve stejnojmenném městě v okrese Sokolov. Stojí na skalním ostrohu nad řekou Ohří v chráněné krajinné oblasti Slavkovský les. Hrad je chráněn jako kulturní památka.

## Historie

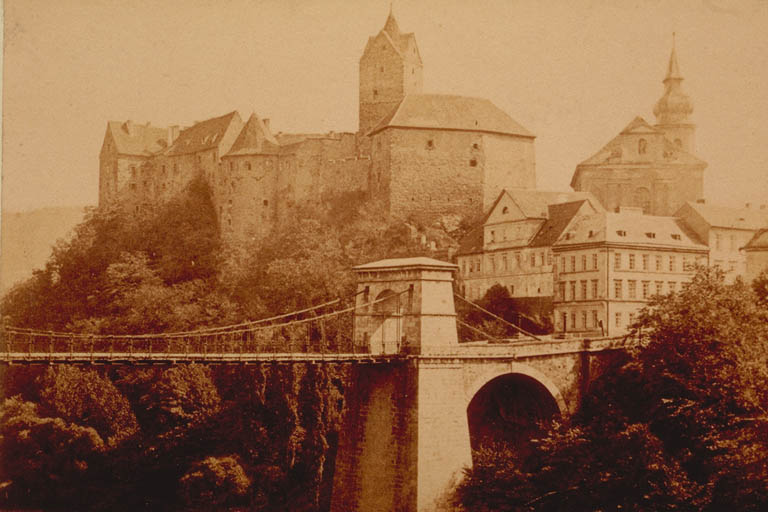
Hrad Loket v roce 1870 (František Fridrich)

Podle starší německé tradice hrad Loket založili chebští ministeriálové v době, kdy sedleckou kastelánii v sedmdesátých až osmdesátých letech dvanáctého století ovládali Štaufové. Vzhledem k neexistujícím písemným pramenům a přítomnosti rotundy, typické pro české prostředí, je pravděpodobnější, že zakladatelem hradu byl král Přemysl Otakar I.

### Přemyslovci
První písemná zmínka o hradu pochází z roku 1227, kdy na něm proběhlo jednání mezi panovníkem a dominikánským mnichem z Řezna, který se neúspěšně snažil přimět krále k účasti na šesté křížové výpravě. Po jednání se oba modlili v hradní kapli.
Z roku 1234 pochází zmínka o loketském purkrabím Sulislavovi, který úřad vykonával do roku 1239. Dalším doloženým purkrabím byl roku 1253 Jaroš, kterého po povstání Přemysla Otakara II. v letech 1253–1264 vystřídal Oldřich z Valdeka. Jeho nástupcem byl až do roku 1272 Jaroš z Pušperku, který zároveň zastával úřad purkrabího v Chebu. Kromě Přemysla Otakara I. je na loketském hradu doložena přítomnost krále Václava I., který jej navštívil v letech 1239 a 1240.
Král Přemysl Otakar II. v okolí Lokte zřídil manský systém a jednotlivá manství propůjčil drobným šlechticům za povinnost vojenské služby na hradě. Leníci mohli tyto statky odkazovat jen svým příbuzným, směli lovit drobnou zvěř v lesích a dědili majetek poddaných, kteří zemřeli bez potomků. Manové byli podřízeni loketským purkrabím, kterými za vlády krále Václava II. byli hrabě a norimberský purkrabí Bedřich Colerský, připomínaný v Lokti k roku 1285 a v roce 1294 Hynek Krušina z Lichtenburka.

### Lucemburkové
Za vlády Jana Lucemburského na hradě dvakrát pobývala královna Eliška Přemyslovna s dětmi. Poprvé na hradě setrvala během léta a podzimu roku 1317. Jan Lucemburský do Lokte přijel 12. listopadu téhož roku a společně s manželkou odcestoval do Prahy. Jejich děti ale zůstaly v Lokti pod dohledem purkrabího Ondřeje z Jungedu. Koncem března 1318 se král Jan setkal s císařem Ludvíkem v Chebu, odkud odjeli do Lokte, kde dojednali třítýdenní příměří s panovníkovými odpůrci z řad šlechty, zastupovanými Vilémem Zajícem z Valdeka.
V roce 1319 královna opět bydlela v Lokti. V důsledku rozkolu mezi ní a panovníkem král hrad obsadil vlastní posádkou a Elišku poslal do Mělníka. Děti král ponechal v Lokti, přičemž Václav (pozdější král Karel IV.) byl dokonce dva měsíce vězněn v temné komoře. Hrad v té době spravoval purkrabí Mikuláš Vinkler.
Okolo roku 1330 zastával úřad purkrabího jakýsi Sejc, ale někdy v té době se Loket dostal do blíže nejasné zástavy. Z ní hrad v roce 1333 vyplatil král Karel IV. po svém návratu do Čech. Sám na hradě krátkodobě pobýval v letech 1370, 1372, 1374 a 1376. Král Václav IV. ustanovil purkabím Zdimíra ze Sedlce, který úřad zastával v letech 1383–1397. Sám panovník se na hradě zdržoval v letech 1389 a 1398. Dalšími jeho purkrabími byl jakýsi Vintíř (1398), v letech 1406–1412 Albrecht z Kolovrat a po něm Jan Maleřík (1413–1420), kterého panovník pověřil opravou hradu v ceně 200 kop grošů.
Během husitských válek se husité v letech 1421, 1427 a 1429 pokoušeli hrad s městem neúspěšně dobýt. Snad roku 1422 zastavil král Zikmund hrad Půtovi z Ilburka, mezi nímž a many i loketskými měšťany docházelo k četným sporům, které vyvrcholily v letech 1432–1434. Ukončil je až 29. září 1434 panovník, který oběma stranám nařídil propuštění zajatců, loketští měli vrátit či uhradit Půtovi vzatý majetek a Půta naopak musel zaplatit dluhy a přišel o pravomoci nad Loketským krajem.

### Šlikové v patnáctém století
Dne 20. září 1434 zastavil král Zikmund hrad Loket s městem, Andělskou horu, město Ostrov, hroznětínské, falknovské a hartenberské panství svému kancléři Kašparu Šlikovi. Kašpar musel panství bránit před vojenským útokem, který proti němu v roce 1444 podnikl Půtův syn Vilém z Ilburka, aby se domohl peněz, které mu dlužil císař Zikmund.
Bezdětný Kašpar Šlik zemřel v roce 1449 a jeho majetek zdědili Matyáš, Václav a Zikmund Šlikové. Noví páni se, podobně jako Půta z Ilburka, dostali do sporu s loketskými many, od kterých chtěli vybírat daně. Ty však měly podle manů patřit pouze panovníkovi. Král Jiří z Poděbrad 7. března 1461 rozhodl, že manové měli zaplatit 1300 kop grošů a do budoucna je od daní zcela osvobodil. Za získané peníze byly ze zástavy vyplaceny Hartenberg a Nejdek, které byly připojeny k loketskému kraji a svěřeny do správy Matyáši Šlikovi, jenž na ně přidal 700 kop grošů.
Spory mezi Šliky a loketskými měšťany pokračovaly i nadále, ale jejich příčinou byla neposlušnost měšťanů vůči panovníkovi. V době války Jiřího z Poděbrad s Matyášem Korvínem Šlikové podporovali krále Jiřího, ale měšťané se přidali k protistraně zastupované Plavenskými z Plavna. Spory nakonec přiměly Matyáše a Václava Šliky hrad na jaře 1471 prodat saskému Albrechtovi III. Podle Miloslava Bělohlávka Šlikové chtěli Loket prodat, aby se vymanili z podřízenosti českého krále, ale obchod jim znemožnila věrnost manů a měšťanů panovníkovi. August Sedláček uvedl, že dokončení obchodu měšťané neumožnili, protože sami chtěli hrad předat rodu Plavenských, a na saské zástupce dokonce stříleli. V důsledku toho se nakonec loketští a Šlikové 1. dubna 1471 domluvili, že hrad zůstane Šlikům a ani jedna strana na něj nevpustí cizí ozbrojence. Konflikt Šliků s Plavenskými přesto trval dál.
K dalšímu střetu došlo v roce 1473. Dne 22. července v domě jednoho z plavenských podporovatelů vypukl požár, který se rozšířil i na okolní domy a na hrad. Matyášův syn Mikuláš přispěchal na pomoc ze Sokolova, ale do města vpuštěn nebyl. Údajně sám přeplaval přes řeku a po skále vylezl do hradu, který mezitím téměř celý shořel. Podařilo se mu ho ale obsadit vlastními lidmi a ubránit jej před ozbrojenci plavenských, kteří mezitím vnikli do města. Blížící se šlikovské posily z venkova potom přiměly plavenské město opustit. Mikuláš a Václav Šlikové 30. září téhož nebo následujícího roku hrad a město zcela ovládli, vyhnali všechny odpůrce a ostatní donutili k přijetí poddanství. Během jejich činu shořel kostel, a proto byl Matyáš Šlik se syny uvržen do klatby. Díky vlivným spojencům jim však byly hříchy odpuštěny.
Král Vladislav II. v roce 1476 potvrdil Šlikům všechny zápisy na Loket a v dalších letech také práva manů a měšťanů. Znovu také začalo docházet ke sporům a konfliktům s Plavenskými. Panovník se neúspěšně pokusil pohnat k odpovědnosti měšťany, ale posléze se obrátil proti Šlikům. Jeroným Šlik se roku 1486 u zemského soudu bránil falzem, podle něhož císař Zikmund Kašpara Šlika a jeho bratry vyňal z pravomoci zemských soudů. Soud padělek sice přijal, ale rozhodl, že Zikmund neměl právo takové privilegium udělit. Nejspíše to bylo příčinou rozdělení šlikovského majetku v letech 1487 a 1489.
Z bratrů Kašpara II., Jeronýma a Mikuláše si Loket nejprve ponechal Kašpar, ale při druhém dělení v roce 1489 si bratři hrad rozdělili. Mikuláš dostal makrabský dům, Jeroným dva domy s kuchyní a sklepy a Kašpar dům zvaný Červená Komnata. Jeronýmovi připadl také purkrabský úřad. Také on se často dostával do sporů s loketskými many. Největších prohřešků se dopustil v posledních letech svého života. Roku 1490 nechal zajmout a bez řádného procesu popravit manského předáka Mikuláše Pernšteinara a také přepadl a dobyl chodovskou tvrz rodu Hýzrlů. V roce 1491 proto odcestoval do Uher, aby se obhájil u panovníka, ale cestou byl přepaden loupežníky a zabit.

### Šlikové v šestnáctém století
Správu Jeronýmova majetku převzal za jeho nezletilé děti do roku 1496 Kašpar II. Během té doby probíhal soud za vraždu Mikuláše Pernšteinara, který Jeronýmovi potomky odsoudil k pokutě 200 zlatých a náhradě škod. Král Vladislav se pokusil Loket od Šliků vykoupit, ale vzhledem ke Kašparovým nárokům neuspěl. Také Jeronýmovi synové Quirinus a Šebestián vedli spory s loketskými měšťany o jejich práva. Měšťané je proto zažalovali a roku 1498 jim byly bývalé svobody navráceny. Král Vladislav II. roku 1502 jmenoval hejtmanem Loketského kraje Jindřicha z Plavna, ale loketští Šlikové mu odepřeli poslušnost.
Šebestián Šlik usiloval o zničení městské samosprávy a situace došla tak daleko, že se měšťané spojili s many proti Šlikům, které zase podpořili Pluhové a Gutštejnové. Ozbrojenému konfliktu v roce 1503 zabránila rvačka na svatbě, při níž si Šebestián oba spojenecké rody znepřátelil. Některé jejich členy zajal a propustil je, až když k Lokti přitáhlo vojsko krajského hejtmana a ostatních Gutštejnů. Soud se Šliky i měšťany se měl konat 11. listopadu 1503, ale jednání neproběhlo. Po řadě dalších žalob král povolil loketským manům a měšťanům, aby se případným dalším křivdám bránili. Zároveň jim poskytl list, který měli doručit na loketský hrad. Při předávání dopisu dne 4. ledna 1504 se však Šebestián dostal do ozbrojeného sporu s Otou ze Šparneka. Měšťané umožnili Otovi uniknout, což vedlo k dalšímu ozbrojenému střetu v polovině ledna. Manové s měšťany tehdy hrad oblehli, zatímco Šebestián z hradu nechal střílet do města. Na začátku února Šlikům dorazili posily ze Saska, které ovládly město a vzpurné měšťany pobily nebo vyhnaly.
Následovaly žaloby poražených u zemského soudu, kterého se ale Šebestián odmítl zúčastnit. Přesto byl za své činy odsouzen ke ztrátě majetku a k trestu smrti, ale trvalo rok než Jindřich z Hradce sebral zemskou hotovost (3500 pěších, 150 jezdců, 200 vozů) a spolu s vojskem Plavenských Loket oblehl. Obléhání začalo 22. července a sám Jindřich se obléhání účastnil do 28. září 1505, ale jeho střelci nedokázali hradu uškodit. Obléhatelé čelili dezercím, a požádali o pomoc Pražany. Ti dobyli alespoň Karlovy Vary, ale v Lokti se stále nedařilo. Teprve po boji, v němž Šlikové utrpěli značné ztráty, proběhlo jednání. V jeho důsledku museli, kromě jiného, manové s měšťany zrušit obranný spolek, Šlikové vrátit zabrané majetky a slíbit respektování práv měšťanů i manů a hrad Loket byl převeden zpět do nedílného držení Šebestiána a jeho bratra Albrechta.
Šebestián Šlik byl příznivcem Martina Luthera a pod jeho vlivem se v okolí Lokte začalo šířit luteránství. Po Šebestiánově smrti majetek zdědil jeho bratr Albrecht, kterému král Ferdinand I. roku 1530 potvrdil všechny zástavní zápisy na Loket. Když Albrecht získal Kadaň, postoupil Loket, Karlovy Vary a Kynšperk nad Ohří svému strýci Jeronýmu Šlikovi z ostrovské větve rodu výměnou za Pětipsy a Budenice. Převod se uskutečnil bez panovníkova souhlasu, ale Jeroným jej získal dodatečně. V roce 1546 se přidal ke vzbouřeným stavům. Po bitvě u Mühlberka do Lokte 28. dubna 1547 vniklo královské vojsko a po krátkém odporu dobylo i hrad. Jeroným byl potrestán konfiskací majetku: mimo jiné musel králi odevzdat Loket se všemi lény.

### Hrad vmajetku města
Po Šlicích se loketským hejtmanem stal Kryštof ze Štampachu a v roce 1550 jej vystřídal Volf z Hertenberka. Už o rok později se Loket ocitnul znovu v zástavě u Jindřicha IV. z Plavna, který králi půjčil 24 tisíc tolarů na válku s Turky. Zástava měla trvat deset let a po jejím vypršení nabídli loketští měšťané, že ji vyplatí částkou třiceti tisíc tolarů. Město tak 29. června 1562 dostalo na třicet let do zástavy loketské panství, Kynšperk, Šompach a Hartenberg. Na hradě v té době probíhaly časté opravy. Zástava vypršela v roce 1592, ale správa hradu zůstala měšťanům. Ti jej museli udržovat a poskytovat dohodnuté služby manům. O deset let později však město zaplatilo 1450 kop grošů a získalo tak hrad do dědičného držení.
Město nadále udržovalo hradní budovy a zajišťovalo chod manského soudu. V letech 1606–1607 byl na hradě internován Jiří Popel z Lobkovic, pro něhož musel být postaven nový byt, protože na celém hradě nebyly dostupné vhodné prostory. Stavební úpravy stály téměř sto tolarů, ale královská komora je odmítla uhradit. Jiří měl k dispozici dva sloužící a hlídalo jej šest střelců. Dne 28. května 1607 Jiří na hradě zemřel a byl pohřben v loketském kostele.
Na začátku třicetileté války byl loketským hejtmanem Mikuláš z Globenu, horlivý podporovatel vzbouřených stavů, kterým zůstal i po bitvě na Bílé hoře. Měšťané se proto nechtěli podřídit císaři, pro nějž město získal až Petr Arnošt z Mansfeldu, který v Lokti zanechal posádku pod velením hraběte z Ortenburka. Ta se zde až do 7. května 1621 bránila obléhání bavorskými a saskými vojsky. Bavoři zanechali v dobytém městě posádku, která roku 1631 do města vpustila a také jinak podporovala saské vojsko, které tehdy vniklo do Čech. Následujícího roku se museli Sasové s loketskými bránit císařským oddílům, ale po příchodu vojska Albrechta z Valdštejna se Sasové 15. června vzdali a odešli. V letech 1646, 1647 a 1648 se město marně pokoušeli dobýt Švédové, byť podle Miloslava Bělohlávka v roce 1648 uspěli.
Po roce 1620 zanikl manský soud a už nebyl obnoven. Měšťané začali hrad využívat k hospodářským účelům a ve starém makrabství zřídili sýpku. Dne 26. ledna 1725 vypukl požár, při kterém shořel markrabský dům a od té doby na hradě nikdo nebydlel. Roku 1792 bylo na hradě zřízeno vězení a postavena pekárna pro vězně. Při tom byly obnoveny zchátralé krovy a sníženy některé zdi. Tyto stavební úpravy probíhaly až do roku 1818.

## Stavební úpravy

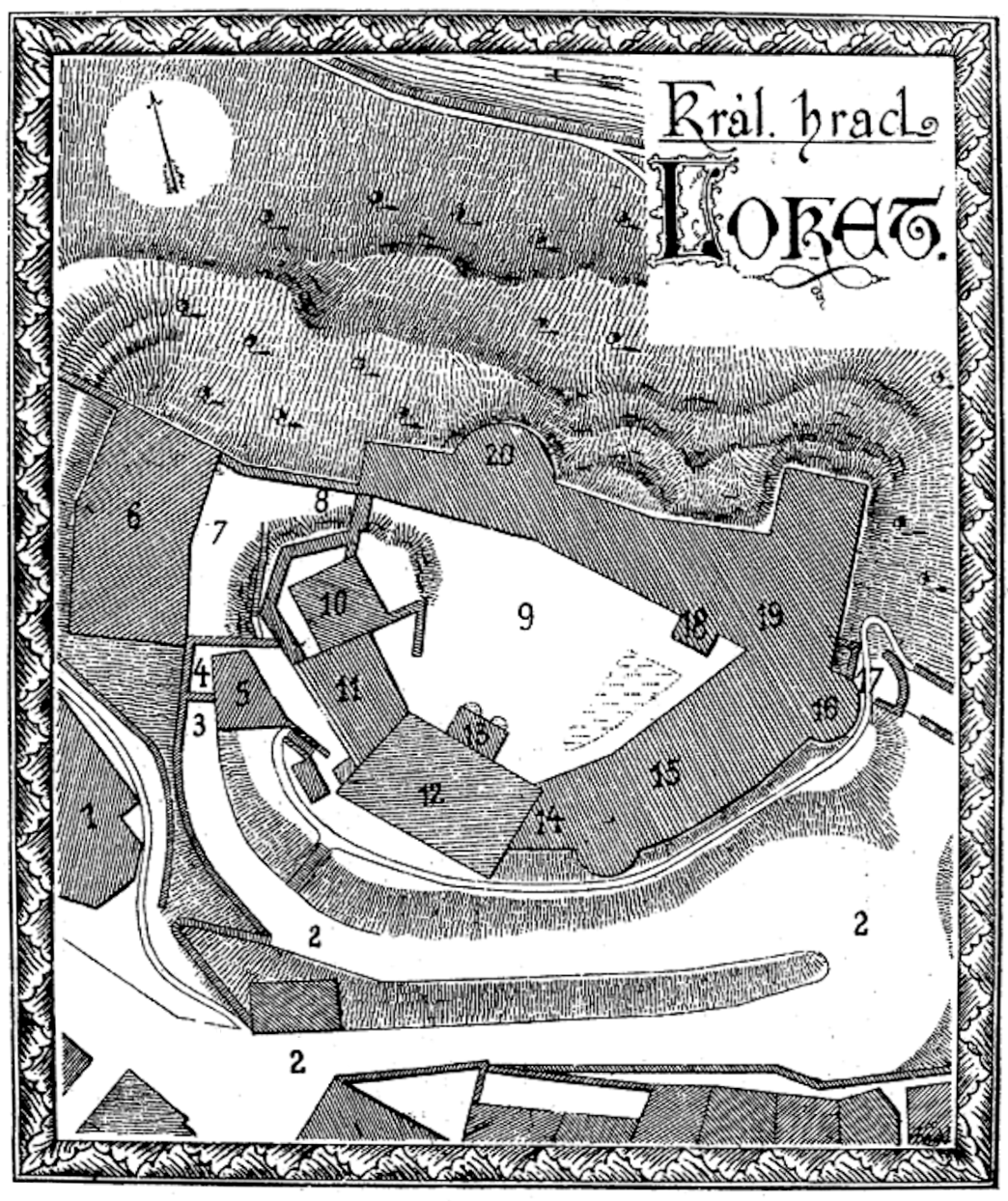
Půdorys hradu od Vojtěcha Krále z Dobré Vody publikovaný roku 1905

První známá přestavba hradu byla již v době krále Václava I. Zásadní přestavba hradu proběhla v době panování Karla IV. a jeho syna Václava IV. Mimo jiných stavebních úprav bylo postaveno Markrabství a Hejtmanství - věžovitý palác.
Další stavební úpravy a přístavba byly prováděny za Jana Lucemburského, který hrad často využíval jako dočasné sídlo královského rodu. Zároveň s hradem bylo opevněno i město Loket. K nejstarším částem hradu patří markrabský dům a hlavní hradní věž (konec 14. století).
Roku 1473 došlo k požáru v jednom domě pod hradem. Ten se přenesl i na hrad, jenž s výjimkou samostatně stojícího Markrabského domu celý vyhořel. V období pozdní gotiky a nastupující renesance se na opravách hradu podílely tři generace Šliků a hrad se stal jejich reprezentačním sídlem i správním střediskem loketského kraje.
Druhá velká přestavba a rozšíření hradu proběhlo v době šlikovské (1434–1547). Záměrem bylo přebudovat starý gotický hrad na pohodlnější rodové sídlo. Byly postaveny velké sálové prostory ve východním křídle hradu, hospodářské budovy a palác s gotickým arkýřem, kde se nacházejí cenné gotické fresky. Dále byla postavena kaple a hejtmanský dům. Na dvorské straně byla studna, odkud se voda rozváděla štolou po hradě.
Začátkem 19. století začalo bourání částí hradu, které nebylo možné snadno opravit, např. paláce byly sníženy o jedno patro. V letech 1792–1948 byla část hradu přeměněna na státní vězení. Velké rekonstrukce se potom uskutečnily v 80. a 90.letech 20. století a v létě 1993 byl hrad Loket zpřístupněn veřejnosti.

### Rotunda
Loketská rotunda je písemně doložena k roku 1227. O třináct let později ji podle Františka Záruby s celým farním obvodem získali křižovníci s červenou hvězdou. S ohledem na velikost rotundy se však zpráva o darování kostela vztahuje spíše ke kostelu svatého Václava, který je také románského původu. Válcová loď má průměr 3,5 metru a na východě na ni navazuje apsida s jediným oknem. Rotunda byla zapojena do hlavní hradby, ale na rozdíl od jejího lomového zdiva byla postavena z žulových kvádrů vysokých třicet centimetrů a 42–64 centimetrů dlouhých.

## Expozice
Na loketském hradě je vystaven pozůstatek největšího známého meteoritu, který dopadl na území nynější České republiky a který dostal jméno Zakletý purkrabí. Měl dopadnout na nádvoří hradu v srpnu roku 1422. Podle jiné pověsti byl nalezen ve studni. Údajně vážil kolem 107 kg a byl velký jako koňská hlava. V roce 1812 byl rozřezán. Největší kus, který váží zhruba 80 kg, je uložen v Přírodovědném muzeu ve Vídni. Další fragmenty se nacházejí v Národním muzeu v Praze a jiné v depozitáři sokolovského muzea.

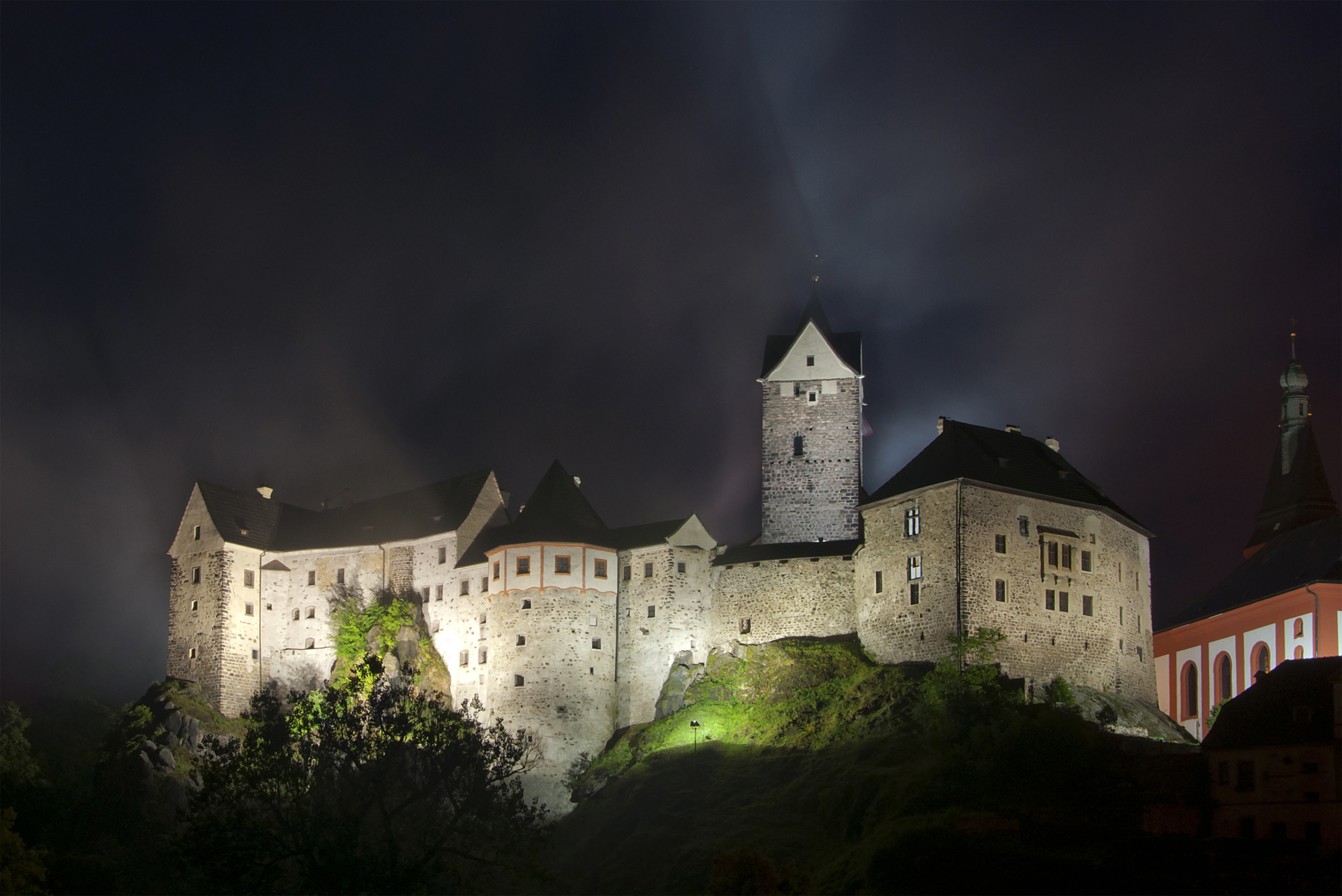
Hrad v nočním osvětlení

V prostorách bývalého vězení, které fungovalo až do roku 1948, je expozice útrpného práva. Středověké mučicí nástroje jsou zde doplněny figurínami v životní velikosti, včetně zvukového doprovodu.
Na skalním ostrohu v nádvoří hradu se nachází bronzová socha, která má představovat skřítka Gottsteina, vládce loketských skal, podsvětí a kamenů. V roce 2013 se ve čtenářské anketě idnes.cz o nejkurióznější sochu umístila v Karlovarském kraji na prvním místě.
| Rok  | Počet návštěvníků |
| ---- | ----------------- |
| 2015 | 105 372           |
| 2016 | 132 898           |
| 2017 | 150 213           |
| 2018 | 149 261           |

## Galerie

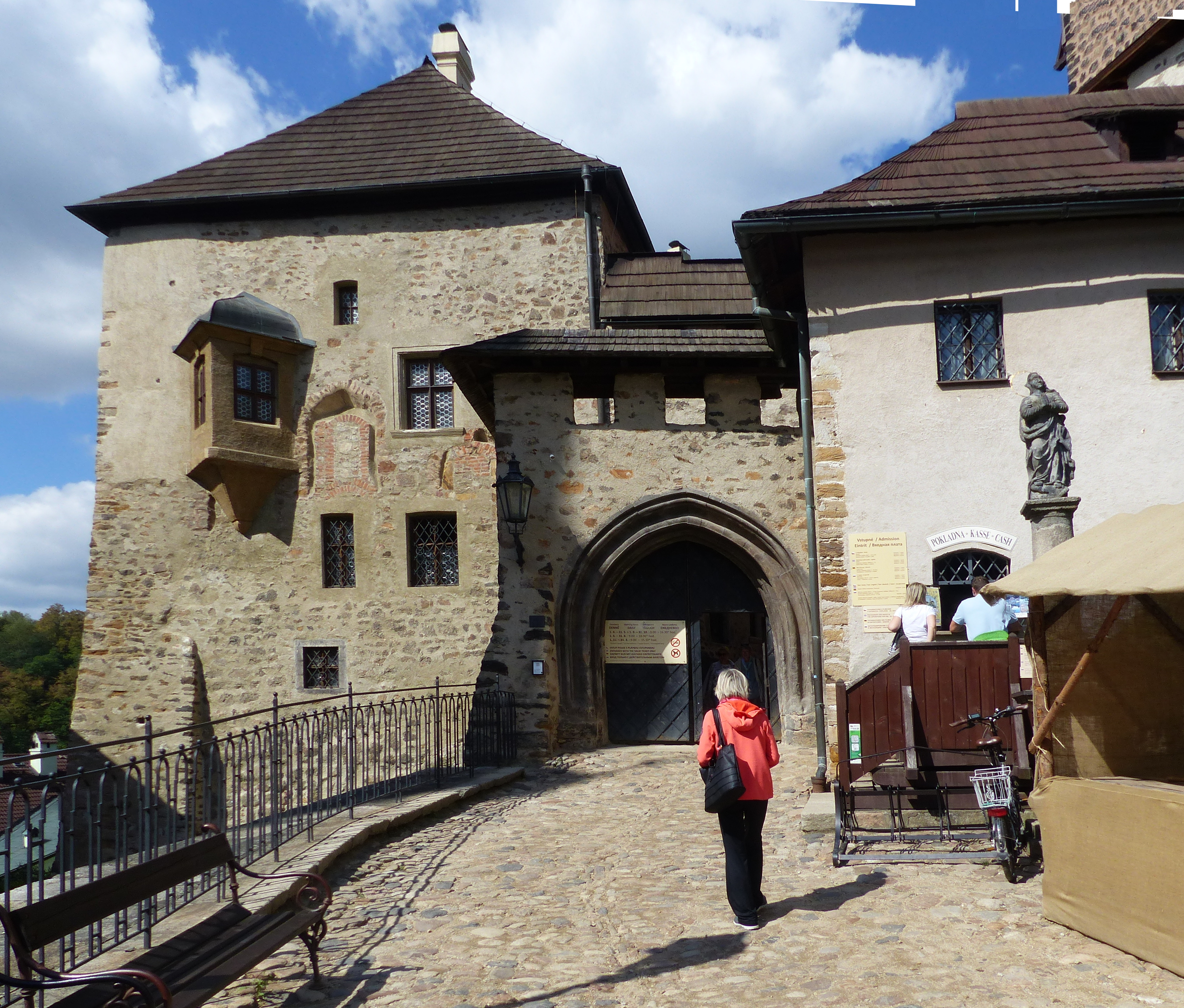
Hradní brána
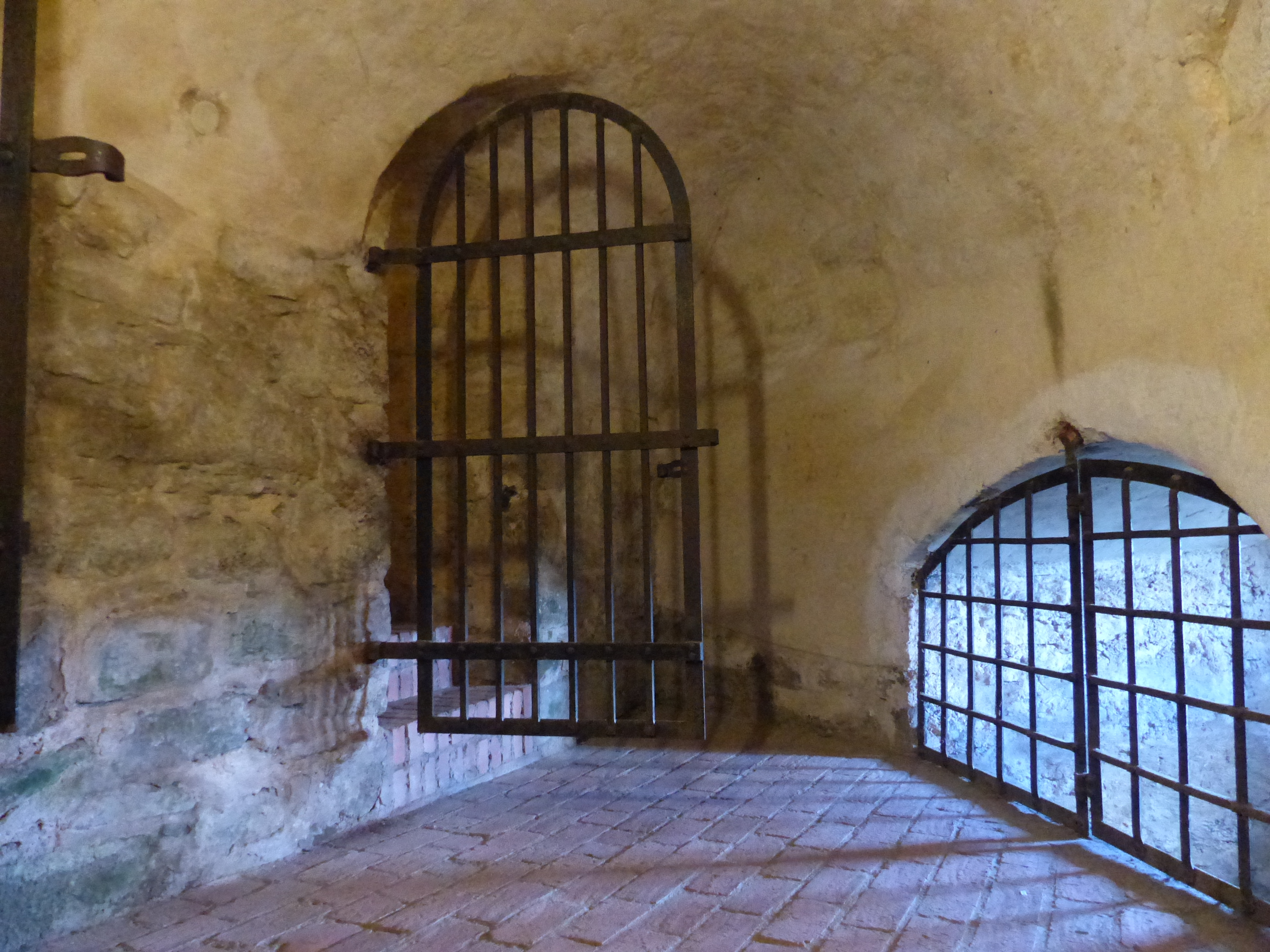
Hradní kobky
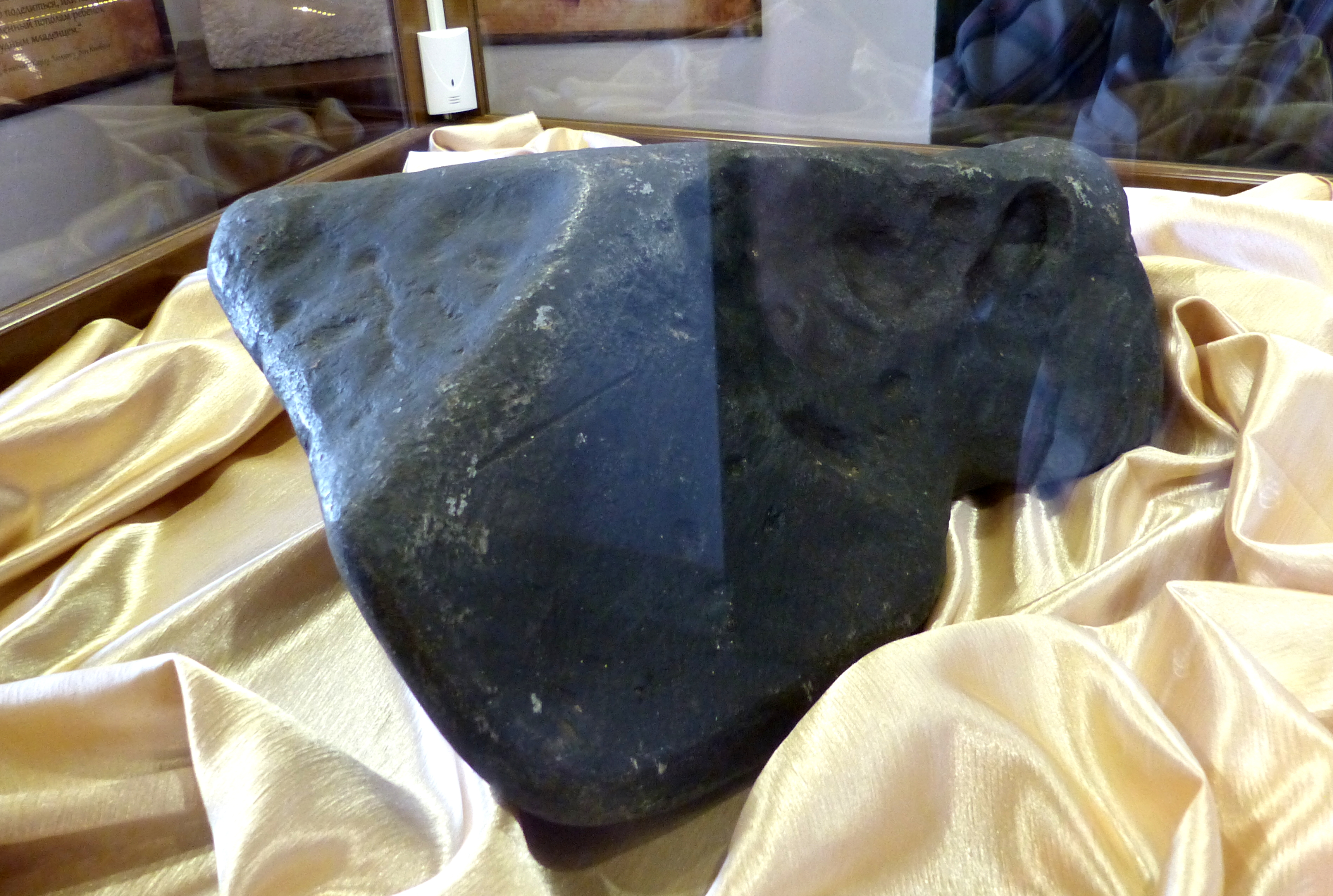
Meteorit
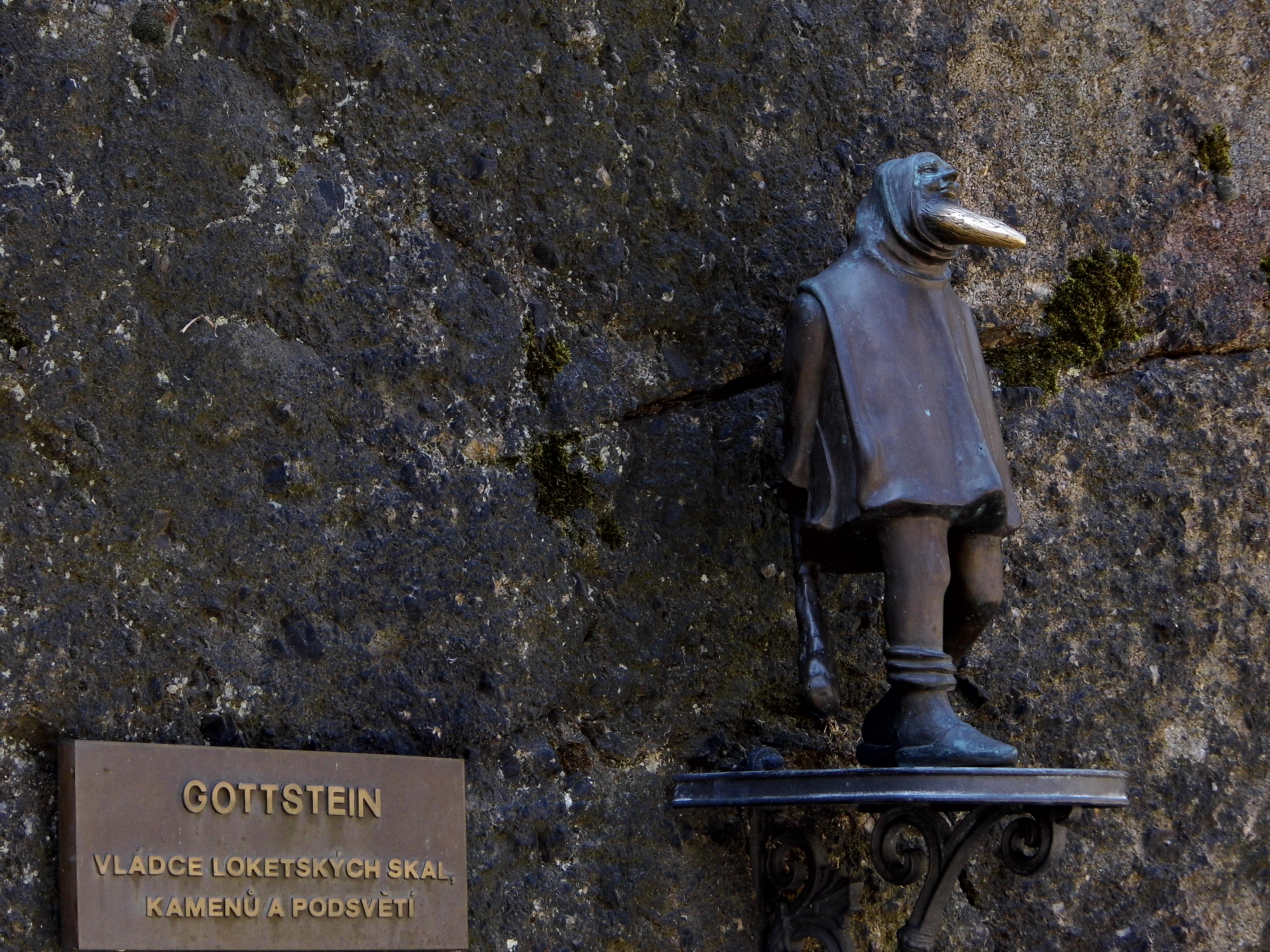
Socha skřítka Gottsteina